# Liste der Landschaftsschutzgebiete in Schleswig-Holstein

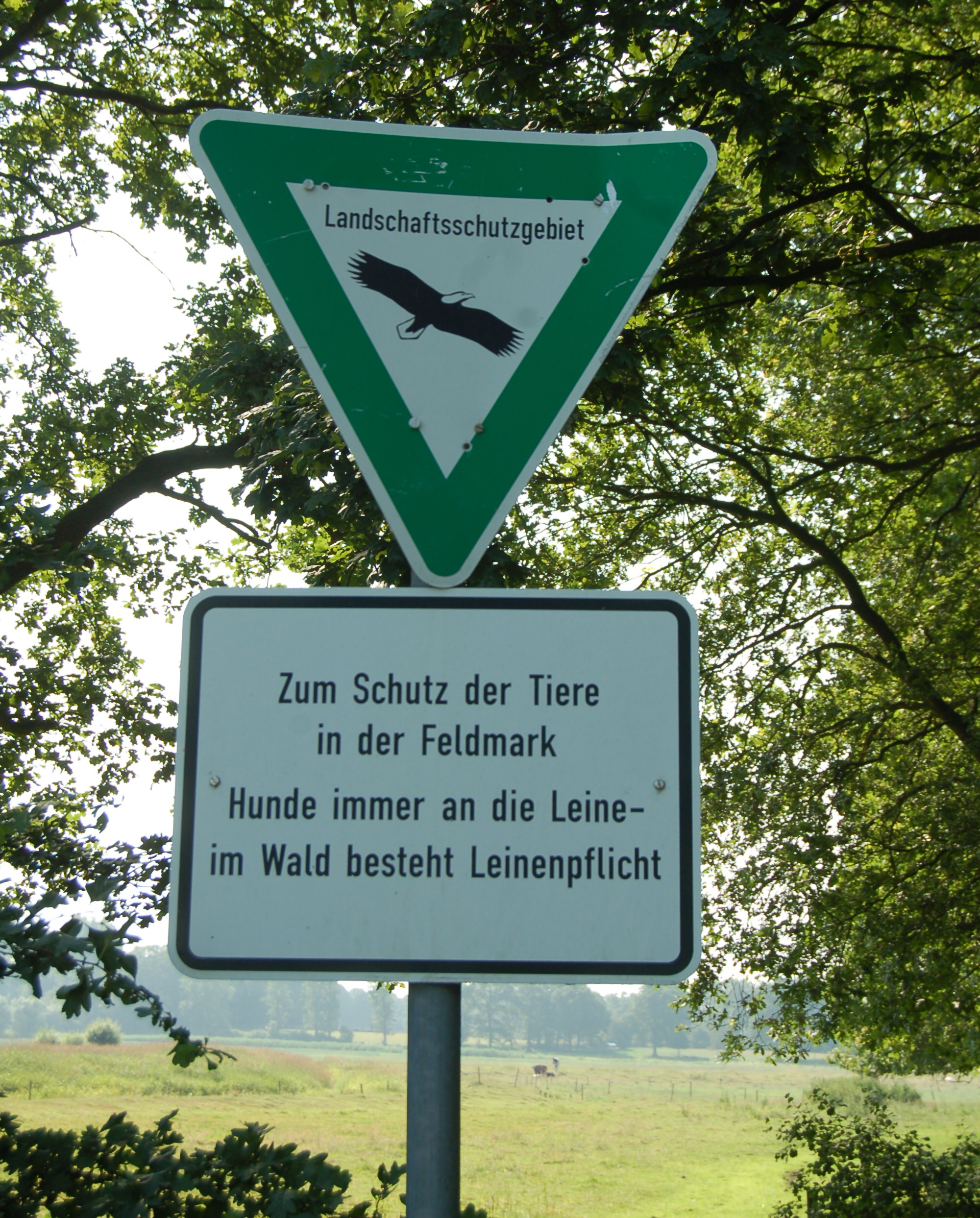
LSG-Schild in Uetersen

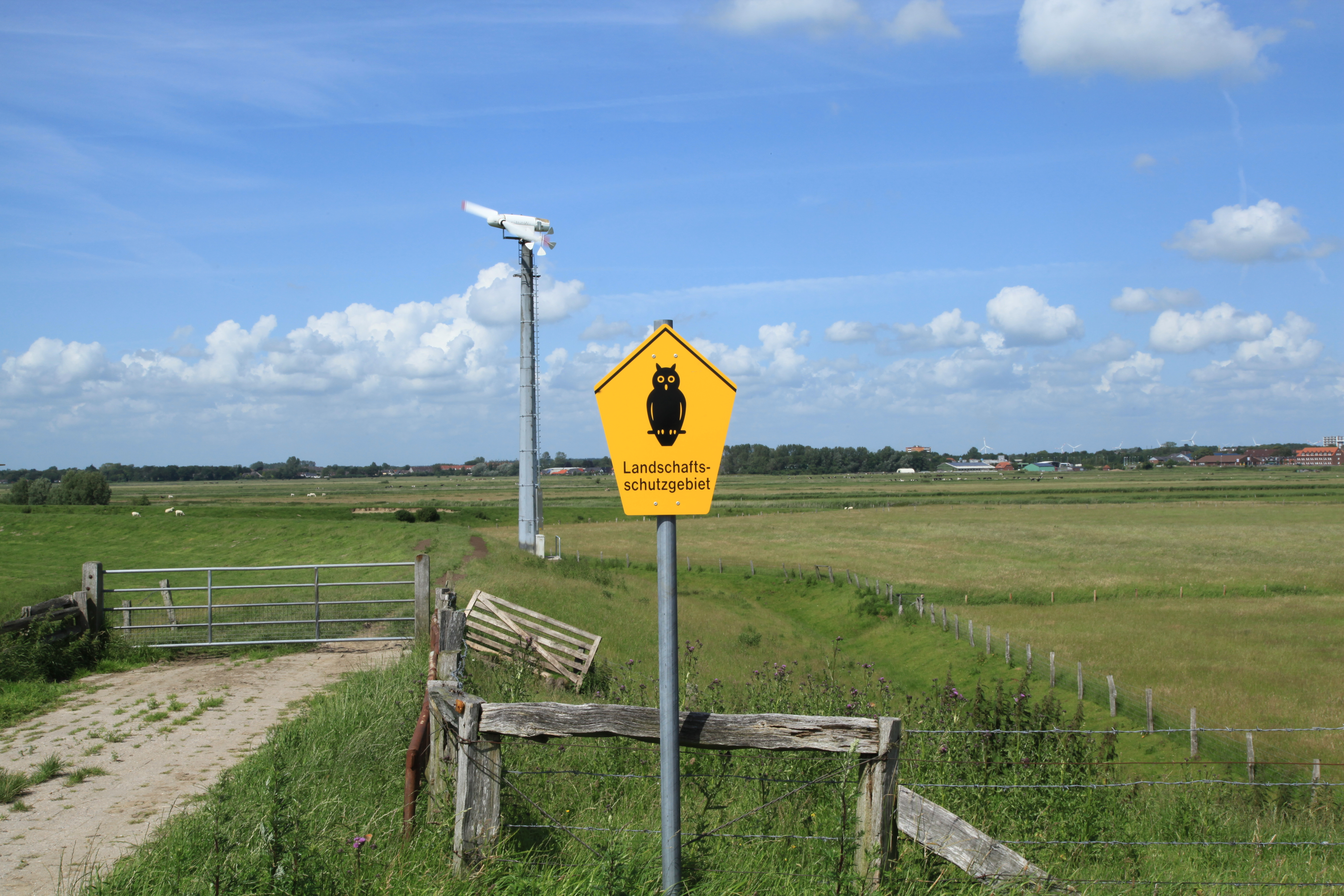
LSG-Schild in Husum

Die Liste der Landschaftsschutzgebiete in Schleswig-Holstein verzeichnet die Listen für einzelne Kreise und kreisfreie Städte. Insgesamt gibt es in Schleswig-Holstein knapp 280 Landschaftsschutzgebiete.

## Liste
- Liste der Landschaftsschutzgebiete im Kreis Dithmarschen
- Liste der Landschaftsschutzgebiete in der Stadt Flensburg
- Liste der Landschaftsschutzgebiete im Kreis Herzogtum Lauenburg
- Liste der Landschaftsschutzgebiete in der Stadt Kiel
- Liste der Landschaftsschutzgebiete in der Stadt Lübeck
- Liste der Landschaftsschutzgebiete in der Stadt Neumünster
- Liste der Landschaftsschutzgebiete im Kreis Nordfriesland
- Liste der Landschaftsschutzgebiete im Kreis Ostholstein
- Liste der Landschaftsschutzgebiete im Kreis Pinneberg
- Liste der Landschaftsschutzgebiete im Kreis Plön
- Liste der Landschaftsschutzgebiete im Kreis Rendsburg-Eckernförde
- Liste der Landschaftsschutzgebiete im Kreis Schleswig-Flensburg
- Liste der Landschaftsschutzgebiete im Kreis Segeberg
- Liste der Landschaftsschutzgebiete im Kreis Steinburg
- Liste der Landschaftsschutzgebiete im Kreis Stormarn